# Egri Gyula
Egri Gyula (Tatabánya, 1923. április 13. – Pécs, 1972. január 11.) magyar kommunista politikus, MOB-elnök.

## Életpályája
Eredeti foglalkozása lakatos.
1940 és 1944 között lakatossegéd volt egy villamosműhelyben. Csatlakozott a Szociáldemokrata Párthoz. 1945. márciustól a MADISZ szervezője, emellett üzemi bizalmi volt. Az MKP pártiskolájának elvégzése után pártmunkás, városi pártbizottsági tag és Tatabánya-Ótelep párttitkára lett. 1947-ben a megyei pártbizottságra került, 1948-ban a tatabányai pártbizottság titkára volt. 1949-ben újra a Komárom, majd a Baranya megyei pártbizottságon dolgozott. 1950-ben a Heves megyei pártbizottság első titkára lett. 1952-ben hasonló beosztásban Baranya megyébe került.
1954-ben, az MDP III. kongresszusán beválasztották a KV-be. Kis ideig belügyminiszter-helyettes, majd a belügyminiszter első helyettese. 1955 novemberében a Központi Vezetőség (KV) titkárává választották. Az 1956. október 23–24-i rendkívüli KV-ülésen leváltották. 1956. november 1-jén Szolnokra utazott. 1956. november 16-tól a Szovjetunióban tartózkodott. 1957. március közepén tért vissza Magyarországra. 1957. áprilistól az egri városi, majd 1958 és 1962 között a Baranya megyei pártbizottság első titkára volt.
1962. februártól 1969. november 21-ig a Magyar Testnevelési és Sporttanács (1963-tól Magyar Testnevelési és Sportszövetség) elnöki tisztét látta el. Ezután harmadik alkalommal is a Baranya megyei pártbizottság első titkára lett, és ezt a tisztséget töltötte be haláláig. 1962-ben, az MSZMP VII. kongresszusán beválasztották a Központi Bizottságba.
1958 és 1972 országgyűlési képviselő volt. 1964 és 1969 között ő volt a Magyar Olimpiai Bizottság elnöke.
Pécsett hunyt el.

## Emlékezete
A rendszerváltás előtt Pécsett utcát neveztek el róla.

## Díjai, elismerései
- A Munka Vörös Zászló Érdemrendje (1955)